# Pablo Andújar
Andújar  Alba est un nom espagnol. Le premier nom de famille, en général paternel, est Andújar ; le second, en général maternel, souvent omis, est Alba.
Pablo Andújar Alba, né le 23 janvier 1986 à Cuenca, est un joueur de tennis espagnol, professionnel de 2005 à 2023. Spécialiste de la terre battue, il a signé ses principaux succès sur cette surface.

## Biographie

### Jeunesse
Pablo Andújar Alba voit le jour à Cuenca, en Espagne. Son père se nomme José et sa mère Inma. Il a également une sœur, Ana, et un frère, José. Il commence le tennis à l’âge de six ans et ce sport devient rapidement une passion pour le jeune garçon. Bien qu'étant passionné de tennis, il apprécie aussi le football, soutenant le club de Levante. Pablo se dit admiratif de joueurs espagnols tels que Rafael Nadal ou David Ferrer.

### 2004-2007: Début de carrière
Pablo Andújar débute en 2004 par cinq tournois Futures. En 2005, il participe à 17 tournois ITF en Espagne et y gagne deux titres à Elche et Vilafranca avant de perdre la finale à Barcelone. En 2006, Andújar atteint la finale à Catane et Monterotondo Roma en Italie et remporte le titre à Rimini. Il forme une paire efficace avec son compatriote Marcel Granollers en double, allant deux fois en finale à Sassuolo et Barcelone. En 2007, il se qualifie pour son premier tournoi ATP à Costa do Sauípe, mais c'est quelques mois plus tard à Valence qu'il gagne son premier match, contre Simon Greul. Il perd au tour suivant en 3 sets contre le futur finaliste Potito Starace. Andújar se hisse en demi-finale à Monza. En qualification pour Roland-Garros, il perd contre Navarro. Dès lors, il poursuit sa carrière essentiellement dans des tournois Challenger.

### 2008: Arrivée dans le top 100
En 2008, ses performances en Challenger lui permettent d'entrer pour la première fois de sa carrière dans le top 100. En effet, on le voit prendre part à 11 tournois. Andújar atteint les finales de Telde et Reggio Emilia. Il parvient à de nombreuses reprises au dernier carré, comme à Naples ou San Remo. Il remporte trois rencontres de niveau ATP, en phase de qualification, à Valence contre David Ferrer. Pour ses débuts à Roland-Garros, il s'impose au premier tour contre Gonzalez. Andújar se défait de l'ancien numéro 1 mondial espagnol Carlos Moyà à Bucarest. Le 25 août, il est 88e mondial.

### 2009-2010: Confirmation et première finale ATP
En 2009, Andújar parvient pour la deuxième année consécutive au second tour de Roland-Garros mais est stoppé par le Français Paul-Henri Mathieu. L'année 2010 est une réussite pour Andújar qui finit la saison 71e mondial. Il atteint sa première finale ATP World Tour et réalise de beaux parcours en Challenger. Au mois de septembre, il se retrouve en finale à Bucarest mais Juan Ignacio Chela soulève le trophée (5-7, 1-6). Andújar remporte un nouveau titre Challenger à Orbetello et établit 28 victoires dans cette catégorie. Pour la troisième année de suite, son parcours s’arrête au second tour à Roland-Garros. En ATP, Andújar s'impose huit fois pour le même nombre de défaites.

### 2011: Premier titre en ATP et nouvel échec à Bucarest
En 2011, Andújar remporte son premier tournoi ATP à Casablanca au cours du mois d'avril. En juillet, il participe au tournoi de Stuttgart. En huitièmes de finale, il affronte Albert Montañés (2-6, 6-4, 6-3) et s'impose difficilement contre le Polonais Łukasz Kubot, bénéficiaire d'une wild card, en demi-finale (6-4, 3-6, 6-4). Il rejoint Juan Carlos Ferrero en finale, qui le bat sèchement (6-4, 6-0). En septembre, Andújar récidive de nouveau à Bucarest où il bat en demi finale Juan Ignacio Chela, qui s'était imposé l'année précédente. Néanmoins il ne parvient toujours à s'imposer en Roumanie et perd contre Florian Mayer (3-6, 1-6). Ces deux finales d'ATP 250 facilitent l'entrée d'Andújar dans le top 50 en fin d'année.

### 2012: Deuxième titre ATP
En 2012, Andújar conserve son titre à Casablanca. Il atteint les demi-finales au tournoi de Belgrade mais sa route est barrée par Benoît Paire (3-6, 6-1, 3-6). À Acapulco, il réalise son meilleur parcours de la saison en éliminant au premier tour Leonardo Mayer puis son tombeur de Bucarest Florian Mayer (4-6, 7-5, 6-4). En demi, il retrouve l'Espagnol David Ferrer et ne peut rien faire pour gagner (2-6, 4-6). En Grand Chelem, Andújar a du mal à passer le cap des huitièmes de finale. L'Open d'Australie se termine rapidement pour l'Espagnol qui perd contre Juan Ignacio Chela au second tour. Il s'arrête au même stade à Roland-Garros et l'US Open, battu respectivement par Stanislas Wawrinka et Feliciano López. Aux Masters 1000, Andújar se hisse jusqu'au quatrième tour à Indian Wells. Au 2e tour, il bat le 18e mondial Florian Mayer (6-2, 6-4). Atteignant les huitièmes de finale, il s'incline contre le Serbe Novak Djokovic malgré un match serré (0-6, 7-63, 2-6). Il gagne un match contre un top 10 à Cincinnati face à Janko Tipsarević. Il totalise onze victoires en terre battue et huit en surface dure, pour seize défaites. Pour la deuxième année consécutive, l'Espagnol est dans le top 50.

### 2013: Performant en Masters
En 2013, aux Masters de Madrid, l'Espagnol, ayant reçu une wild card, élimine au premier tour Marin Čilić, pourtant mieux classé que lui (66-7, 6-4, 6-1). Au tour suivant, il fait plier John Isner en deux sets (6-4, 6-4) avant de réaliser la performance d'éliminer le 14e mondial Kei Nishikori en quart (6-3, 7-5). Le favori Rafael Nadal met un terme à la trajectoire d'Andújar en demi-finale (6-0, 6-4). À l'Open de Nice, il se défait en trois sets de l'Australien Lleyton Hewitt puis bat sans accroc Lu Yen-hsun. En demi-finale, il perd contre Gaël Monfils (5-7, 4-6). Durant l'US Open, Andújar se qualifie au premier tour aux dépens du Néerlandais Thiemo de Bakker (6-4, 6-4, 6-4) avant de s'incliner contre Milos Raonic (1-6, 2-6, 4-6). L'Open d'Australie n'est guère mieux pour l'Espagnol qui ne reste qu'une journée, sorti par Xavier Malisse. Plus à l'aise sur terre battue, il est éliminé dès le premier tour de Roland-Garros par Mikhail Youzhny. Un mois plus tard, à Wimbledon, sur gazon, il sort lors de son premier match face au Français Adrian Mannarino. En double, accompagné par Guillermo García-López, la paire se hisse jusqu'en finale de l'Open de Gstaad mais ils perdent contre le duo Jamie Murray-John Peers. Au cours de la saison, il s'incline quatre fois contre les joueurs du top 10.

### 2014: Quatrième saison consécutive dans le top 50
Andújar commence sa saison à Bueno Aires et accomplit un honorable circuit. En huitièmes de finale, il élimine son ami Marcel Granollers (6-3, 6-0). Fabio Fognini est son adversaire en quart de finale et devra batailler pour se défaire de l'ibérique (6-3, 5-7, 3-6). Le 22 février 2014 à l'Open de Rio de Janeiro sur terre battue, il tient deux balles de match contre Rafael Nadal en demi-finale alors que celui-ci était numéro 1 mondial avant de s'incliner (2-6, 6-3, 7-6). En juillet, il remporte son troisième titre en simple lors du tournoi de Gstaad face à Juan Mónaco. L'Open de Hambourg voit l'Espagnol accomplir un beau parcours, se faisant éliminer en demi-finale par David Ferrer (0-6, 1-6). À l'open de Valence, il sort expéditivement Tomáš Berdych (6-3, 6-2) puis le serbe Dušan Lajović (6-3, 6-2). Au stade des quarts de finale, son compatriote Tommy Robredo l'élimine malgré un match solide (64-7, 4-6). Lors de l'Open d'Australie, Andújar atteint le second tour après avoir dominé Albert Ramos, mais bute sur Jerzy Janowicz (6-4, 63-7, 65-7, 3-6). Il se fait éliminer dès le premier tour à Roland-Garros par Marin Čilić et Wimbledon par le jeune Blaž Rola. À l'US Open, il perd au second tour face à Kei Nishikori, futur finaliste du tournoi. Durant les barrages de la Coupe Davis, Andújar s'incline en cinq sets contre Thomaz Belluci (6-3, 7-66, 4-6, 5-7, 3-6). L'Espagne s'incline 3-1 face au Brésil.

### 2015-2017: années sans titres
En avril, il réalise de bonnes performances à l'Open de Barcelone, où il élimine notamment en demi-finale son compatriote David Ferrer. Le 26 avril, il s'incline en finale sans démériter contre le Japonais Kei Nishikori, qui remporte le titre pour la deuxième fois consécutive (6-4, 6-4). En mai à Roland-Garros, il atteint pour la première fois le 3e tour d'un tournoi du Grand Chelem, mais perd contre le Français Jo-Wilfried Tsonga (63-7, 4-6, 3-6).

### 2018:4etitre ATP
En avril, il remporte le JC Ferrero Challenger Open d'Alicante. La semaine suivante, il remporte pour la 3e fois le Grand-Prix Hassan II en battant en finale le Britannique Kyle Edmund.

### 2019: Finale à Marrakech et Huitièmes de finale à l'US Open
L'Espagnol revient au Grand-Prix Hassan II en battant respectivement l'Argentin Federico Delbonis, puis l'Allemand Philipp Kohlschreiber, ensuite il profite du forfait du Tchèque Jiří Veselý, puis il bat le Français Gilles Simon, mais s'incline face au Français Benoît Paire en 2 sets. Il ne tient donc pas son titre de l'an passé.
En août, il se qualifie pour la première fois à une deuxième semaine de Grand Chelem à US Open en battant le Britannique Kyle Edmund au premier tour, en 5 sets, puis ne perdra plus aucun set face à l'Italien Lorenzo Sonego, au deuxième tour, puis face au Kazakh Alexander Bublik, au troisième tour.

### 2021: sensation à Roland-Garros et titre de champion d'Espagne
Apres une victoire à Genève sur Roger Federer, Pablo Andújar crée une énorme sensation à Roland-Garros en éliminant le double finaliste en 2018 et 2019, Dominic Thiem. L'Autrichien n'avait jusque là jamais perdu au premier tour, et ne s'était incliné que contre Rafael Nadal, Novak Djokovic, Pablo Cuevas et Diego Schwartzman.
En novembre 2021, il remporte le championnat d'Espagne avec son club le CT Valencia, contre le Murcia CT.

## Palmarès

### Titres en simple messieurs
| No | Date       | Nom et lieu du tournoi              | Catégorie | Dotation  | Surface      | Finaliste            | Score     |          |
| -- | ---------- | ----------------------------------- | --------- | --------- | ------------ | -------------------- | --------- | -------- |
| 1  | 04-04-2011 | Grand-Prix Hassan II, Casablanca    | ATP 250   | 398 250 € | Terre (ext.) | Potito Starace       | 6-1, 6-2  | Parcours |
| 2  | 09-04-2012 | Grand-Prix Hassan II, Casablanca    | ATP 250   | 398 250 € | Terre (ext.) | Albert Ramos-Viñolas | 6-1, 7-65 | Parcours |
| 3  | 21-07-2014 | Crédit Agricole Suisse Open, Gstaad | ATP 250   | 426 605 € | Terre (ext.) | Juan Mónaco          | 6-3, 7-5  | Parcours |
| 4  | 09-04-2018 | Grand-Prix Hassan II, Marrakech     | ATP 250   | 501 345 € | Terre (ext.) | Kyle Edmund          | 6-2, 6-2  | Parcours |

### Finales en simple messieurs
| No | Date       | Nom et lieu du tournoi                  | Catégorie | Dotation    | Surface      | Vainqueur           | Score    |          |
| -- | ---------- | --------------------------------------- | --------- | ----------- | ------------ | ------------------- | -------- | -------- |
| 1  | 20-09-2010 | BCR Open Romania, Bucarest              | ATP 250   | 368 450 €   | Terre (ext.) | Juan Ignacio Chela  | 7-5, 6-1 | Parcours |
| 2  | 11-07-2011 | MercedesCup, Stuttgart                  | ATP 250   | 398 250 €   | Terre (ext.) | Juan Carlos Ferrero | 6-4, 6-0 | Parcours |
| 3  | 19-09-2011 | BRD Nastase Tiriac Trophy, Bucarest     | ATP 250   | 371 200 €   | Terre (ext.) | Florian Mayer       | 6-3, 6-1 | Parcours |
| 4  | 20-04-2015 | Barcelona Open Banc Sabadell, Barcelone | ATP 500   | 1 993 230 € | Terre (ext.) | Kei Nishikori       | 6-4, 6-4 | Parcours |
| 5  | 08-04-2019 | Grand-Prix Hassan II, Marrakech         | ATP 250   | 524 340 €   | Terre (ext.) | Benoît Paire        | 6-2, 6-3 | Parcours |

### Finales en double messieurs
| No | Date       | Nom et lieu du tournoi             | Catégorie | Dotation    | Surface      | Vainqueurs                         | Partenaire             | Score             |          |
| -- | ---------- | ---------------------------------- | --------- | ----------- | ------------ | ---------------------------------- | ---------------------- | ----------------- | -------- |
| 1  | 07-02-2011 | Brasil Open Costa do Sauípe        | ATP 250   | 470 200 $   | Terre (ext.) | Marcelo Melo Bruno Soares          | Daniel Gimeno-Traver   | 7-64, 6-3         | Parcours |
| 2  | 30-01-2012 | VTR Open Viña del Mar              | ATP 250   | 398 250 $   | Terre (ext.) | Frederico Gil Daniel Gimeno-Traver | Carlos Berlocq         | 1-6, 7-5, [12-10] | Parcours |
| 3  | 20-08-2012 | Winston-Salem Open Winston-Salem   | ATP 250   | 553 125 $   | Dur (ext.)   | Santiago González Scott Lipsky     | Leonardo Mayer         | 6-3, 4-6, [10-2]  | Parcours |
| 4  | 22-07-2013 | Crédit Agricole Suisse Open Gstaad | ATP 250   | 410 200 €   | Terre (ext.) | Jamie Murray John Peers            | Guillermo García-López | 6-3, 6-4          | Parcours |
| 5  | 16-02-2015 | Rio Open by Claro Rio de Janeiro   | ATP 500   | 1 414 550 $ | Terre (ext.) | Martin Kližan Philipp Oswald       | Oliver Marach          | 7-63, 6-4         | Parcours |
| 6  | 23-02-2015 | Argentina Open Buenos Aires        | ATP 250   | 500 550 $   | Terre (ext.) | Jarkko Nieminen André Sá           | Oliver Marach          | 4-6, 6-4, [10-7]  | Parcours |
| 7  | 15-05-2022 | Gonet Geneva Open Genève           | ATP 250   | 534 555 €   | Terre (ext.) | Nikola Mektić Mate Pavić           | Matwé Middelkoop       | 2-6, 6-2, [10-3]  | Parcours |

## Parcours dans les tournois duGrand Chelem

### En simple
| Année | Open d'Australie | Open d'Australie | Internationaux de France | Internationaux de France | Wimbledon       | Wimbledon        | US Open         | US Open          |
| ----- | ---------------- | ---------------- | ------------------------ | ------------------------ | --------------- | ---------------- | --------------- | ---------------- |
| 2008  | —                | —                | 2e tour (1/32)           | F. González              | —               | —                | 1er tour (1/64) | Nicolas Devilder |
| 2009  | 1er tour (1/64)  | Gilles Simon     | 2e tour (1/32)           | P.-H. Mathieu            | 1er tour (1/64) | M. Vassallo      | —               | —                |
| 2010  | —                | —                | 2e tour (1/32)           | Thomaz Bellucci          | —               | —                | —               | —                |
| 2011  | 1er tour (1/64)  | Xavier Malisse   | 2e tour (1/32)           | Rafael Nadal             | 1er tour (1/64) | Ryan Sweeting    | 1er tour (1/64) | J. C. Ferrero    |
| 2012  | 2e tour (1/32)   | J. I. Chela      | 2e tour (1/32)           | S. Wawrinka              | 1er tour (1/64) | James Ward       | 2e tour (1/32)  | Feliciano López  |
| 2013  | 1er tour (1/64)  | Xavier Malisse   | 1er tour (1/64)          | Mikhail Youzhny          | 1er tour (1/64) | Adrian Mannarino | 2e tour (1/32)  | Milos Raonic     |
| 2014  | 2e tour (1/32)   | Jerzy Janowicz   | 1er tour (1/64)          | Marin Čilić              | 1er tour (1/64) | Blaž Rola        | 2e tour (1/32)  | Kei Nishikori    |
| 2015  | 1er tour (1/64)  | Marius Copil     | 3e tour (1/16)           | J.-W. Tsonga             | 3e tour (1/16)  | Tomáš Berdych    | 1er tour (1/64) | T. Gabashvili    |
| 2016  | 1er tour (1/64)  | P.-H. Herbert    | —                        | —                        | —               | —                | —               | —                |
| 2018  | —                | —                | 1er tour (1/64)          | Fabio Fognini            | —               | —                | —               | —                |
| 2019  | 1er tour (1/64)  | Denis Shapovalov | 1er tour (1/64)          | M. Berrettini            | 1er tour (1/64) | M. Kukushkin     | 1/8 de finale   | Gaël Monfils     |
| 2020  | 1er tour (1/64)  | Michael Mmoh     | 1er tour (1/64)          | S. Travaglia             | Annulé          | Annulé           | 1er tour (1/64) | Borna Ćorić      |
| 2021  | 2e tour (1/32)   | Filip Krajinović | 2e tour (1/32)           | Federico Delbonis        | 2e tour (1/32)  | Forfait          | 3e tour (1/16)  | Daniil Medvedev  |
| 2022  | 3e tour (1/16)   | Alex de Minaur   | 1er tour (1/64)          | Marco Cecchinato         | 1er tour (1/64) | Cameron Norrie   | —               | —                |

N.B. : à droite du résultat se trouve le nom de l'ultime adversaire.

### En double
| Année | Open d'Australie            | Open d'Australie                | Internationaux de France    | Internationaux de France        | Wimbledon                 | Wimbledon                | US Open                     | US Open                     |
| ----- | --------------------------- | ------------------------------- | --------------------------- | ------------------------------- | ------------------------- | ------------------------ | --------------------------- | --------------------------- |
| 2008  | —                           | —                               | —                           | —                               | —                         | —                        | 1er tour (1/32) N. Almagro  | Bob Bryan Mike Bryan        |
| 2011  | 2e tour (1/16) D. Gimeno    | M. Llodra N. Zimonjić           | 2e tour (1/16) D. Gimeno    | M. Llodra N. Zimonjić           | 1er tour (1/32) D. Gimeno | C. Kas A. Peya           | 2e tour (1/16) D. Gimeno    | R. Lindstedt Horia Tecău    |
| 2012  | 2e tour (1/16) G. García    | M. Fyrstenberg M. Matkowski     | 1er tour (1/32) G. García   | M. Fyrstenberg M. Matkowski     | 1er tour (1/32) G. García | M. Elgin D. Istomin      | 2e tour (1/16) G. García    | S. González S. Lipsky       |
| 2013  | 1er tour (1/32) G. García   | M. Bhupathi D. Nestor           | 1er tour (1/32) T. Robredo  | J. Benneteau N. Zimonjić        | 1er tour (1/32) G. García | F. Čermák M. Mertiňák    | 1er tour (1/32) G. García   | C. Kas O. Marach            |
| 2014  | 1er tour (1/32) L. Mayer    | M. Llodra N. Mahut              | 1er tour (1/32) L. Mayer    | Jack Sock João Sousa            | —                         | —                        | 1er tour (1/32) P. Carreño  | J. S. Cabal Robert Farah    |
| 2015  | 2e tour (1/16) D. Brown     | Eric Butorac Sam Groth          | 2e tour (1/16) O. Marach    | Ivan Dodig M. Melo              | 1er tour (1/32) O. Marach | Raven Klaasen Rajeev Ram | —                           | —                           |
| 2016  | 1/8 de finale P. Carreño    | D. Nestor R. Štěpánek           | —                           | —                               | —                         | —                        | —                           | —                           |
| 2018  | 1/8 de finale Albert Ramos  | Sam Groth Lleyton Hewitt        | —                           | —                               | —                         | —                        | —                           | —                           |
| 2019  | —                           | —                               | —                           | —                               | —                         | —                        | 1er tour (1/32) F. Verdasco | M. Cecchinato Andreas Seppi |
| 2020  | 1er tour (1/32) F. López    | Sander Gillé Joran Vliegen      | —                           | —                               | Annulé                    | Annulé                   | —                           | —                           |
| 2021  | 1er tour (1/32) P. Martínez | Tomislav Brkić A.-U.-H. Qureshi | 1/2 finale P. Martínez      | Alexander Bublik Andrey Golubev | —                         | —                        | —                           | —                           |
| 2022  | 1/8 de finale P. Martínez   | M. Granollers H. Zeballos       | 1er tour (1/32) P. Martínez | Sadio Doumbia Fabien Reboul     | —                         | —                        | —                           | —                           |

N.B. : le nom du partenaire se trouve sous le résultat ; le nom des ultimes adversaires se trouve à droite.

### En double mixte
| Année | Open d'Australie                  | Open d'Australie            | Internationaux de France | Internationaux de France | Wimbledon | Wimbledon | US Open | US Open |
| ----- | --------------------------------- | --------------------------- | ------------------------ | ------------------------ | --------- | --------- | ------- | ------- |
| 2015  | 2e tour (1/8) A. Medina Garrigues | Martina Hingis Leander Paes | —                        | —                        | —         | —         | —       | —       |

N.B. : le nom de la partenaire se trouve sous le résultat ; le nom des ultimes adversaires se trouve à droite.

## Parcours dans lesMasters 1000
| Année | Indian Wells              | Miami                  | Monte-Carlo           | Madrid                 | Rome                  | Canada               | Cincinnati             | Shanghai             | Paris                |
| ----- | ------------------------- | ---------------------- | --------------------- | ---------------------- | --------------------- | -------------------- | ---------------------- | -------------------- | -------------------- |
| 2011  | 1er tour P. Cuevas        | 3e tour K. Anderson    | —                     | 1er tour T. Bellucci   | —                     | 1er tour K. Anderson | —                      | 1er tour M. Ebden    | —                    |
| 2012  | 1/8 de finale N. Djokovic | 1er tour S. Giraldo    | 2e tour S. Wawrinka   | 1er tour A. Dolgopolov | 1er tour García-López | 2e tour J. Isner     | 1/8 de finale M. Čilić | 1er tour G. Dimitrov | 1er tour B. Paire    |
| 2013  | 2e tour T. Haas           | 1er tour V. Troicki    | 2e tour Kohlschreiber | 1/2 finale R. Nadal    | —                     | 2e tour N. Davydenko | 1er tour Be. Becker    | 2e tour J.-W. Tsonga | 2e tour T. Berdych   |
| 2014  | 2e tour J. Veselý         | —                      | 2e tour A. Seppi      | 1er tour García-López  | 1er tour R. Štěpánek  | —                    | —                      | 1er tour J. Isner    | 1er tour Jack Sock   |
| 2015  | 1er tour M. Kližan        | 1er tour T. Gabashvili | —                     | 1er tour Jack Sock     | —                     | 2e tour K. Nishikori | 1er tour T. Robredo    | —                    | —                    |
| 2018  | —                         | —                      | —                     | 1er tour F. López      | —                     | —                    | —                      | —                    | —                    |
| 2019  | —                         | 2e tour David Goffin   | —                     | —                      | —                     | —                    | —                      | —                    | —                    |
| 2020  | n.o.                      | n.o.                   | n.o.                  | n.o.                   | —                     | n.o.                 | —                      | n.o.                 | 1er tour Y. Nishioka |
| 2021  | 1er tour A. Vukic         | —                      | 1er tour A. Popyrin   | 1er tour M. Giron      | —                     | —                    | —                      | n.o.                 | —                    |
| 2022  | 1er tour F. Fognini       | —                      | —                     | —                      | —                     | —                    | —                      | n.o.                 | —                    |

N.B. : sous le résultat se trouve le nom de l’ultime adversaire.

## Victoires sur le top 10
Toutes ses victoires sur des joueurs classés dans le top 10 de l'ATP lors de la rencontre.
| Légende         |
| Grand Chelem    |
| Masters         |
| Jeux olympiques |
| Masters 1000    |
| 500 Series      |
| 250 Series      |
| Coupe Davis     |

| # | P.A.  | Tournoi       | Année | Surface    | Adversaire        | Rang | Tour | Score                   |
| - | ----- | ------------- | ----- | ---------- | ----------------- | ---- | ---- | ----------------------- |
| 1 | no 69 | Miami         | 2011  | Dur        | Fernando Verdasco | no 9 | 1/32 | 3-6, 7-63, 6-4          |
| 2 | no 40 | Cincinnati    | 2012  | Dur        | Janko Tipsarević  | no 7 | 1/16 | 6-4, 4-1 ab.            |
| 3 | no 46 | Valence       | 2014  | Dur (int.) | Tomáš Berdych     | no 6 | 1/16 | 6-3, 6-2                |
| 4 | no 66 | Barcelone     | 2015  | Terre      | David Ferrer      | no 8 | 1/2  | 7-66, 6-3               |
| 5 | no 75 | Genève        | 2021  | Terre      | Roger Federer     | no 8 | 1/16 | 6-4, 4-6, 6-4           |
| 6 | no 68 | Roland-Garros | 2021  | Terre      | Dominic Thiem     | no 4 | 1/64 | 4-6, 5-7, 6-3, 6-4, 6-4 |

## Classements ATP en fin de saison
| Année          | 2004 | 2005 | 2006 | 2007 | 2008 | 2009 | 2010 | 2011 | 2012 | 2013 | 2014 | 2015 | 2016 | 2017 | 2018 | 2019 | 2020 | 2021 | 2022 |
| Rang en simple | 957  | 373  | 210  | 144  | 103  | 161  | 71   | 46   | 42   | 48   | 41   | 64   | 426  | 1701 | 82   | 64   | 60   | 90   | 122  |
| Rang en double | 1624 | 432  | 167  | 229  | 273  | 315  | 225  | 118  | 76   | 168  | 229  | 95   | 303  | –    | 317  | –    | 500  | 140  | 157  |

Source : (en) Classements de Pablo Andújar sur le site officiel de la Fédération internationale de tennis